# یواس‌اس ال‌سی‌آی
یواس‌اس ال‌سی‌آی ممکن است به یکی از موارد زیر اشاره داشته باشد:
- یواس‌اس ال‌سی‌آی (ال)-۱۰۹۱
- یواس‌اس ال‌سی‌آی (ال)-۱۰۹۲
- یواس‌اس ال‌سی‌آی (ال)-۱۸۹
- یواس‌اس ال‌سی‌آی (ال)-۱۹
- یواس‌اس ال‌سی‌آی (ال)-۲۲۲
- یواس‌اس ال‌سی‌آی (ال)-۳۳۹
- یواس‌اس ال‌سی‌آی (ال)-۴۴۹
- یواس‌اس ال‌سی‌آی (ال)-۶۵۲
- یواس‌اس ال‌سی‌آی (ال)-۷۶۰
- یواس‌اس ال‌سی‌آی (ال)-۹۳